# Bassillon-Vauzé
Bassillon-Vauzé è un comune francese di 73 abitanti situato nel dipartimento dei Pirenei Atlantici nella regione della Nuova Aquitania.

## Società

### Evoluzione demografica
Abitanti censiti